# チョウチンアンコウ
チョウチンアンコウ（学名：Himantolophus sagamius）は、アンコウ目チョウチンアンコウ科に属する魚類の一種。丸みを帯びた体型と、餌を誘うために用いられる頭部の誘引突起（イリシウム）を特徴とし、深海魚として比較的よく知られた存在である。

## 概要
主に大西洋の深海に分布し、カリブ海などの熱帯域からグリーンランド・アイスランドのような極圏付近までの広範囲に生息する。太平洋・インド洋からの記録もあるものの、その数は非常に少ない。生息水深ははっきりしていないが、熱帯・亜熱帯域の中層（特に水深200-800 m）から捕獲されることが多い。一方で、大型の個体はより北方の海域から底引き網によって、または漂着個体として得られる傾向がある。
およそ160種が含まれるチョウチンアンコウ類の中で、最初（1837年）に記載された種が本種である。基準標本は1833年にグリーンランドの海岸に打ち上げられた漂着個体であるが、海鳥による食害を受けたため保存状態は非常に悪く、現存しているのは誘引突起の一部のみである。以降、2009年までに143個体（変態後の雌）が標本として記録されているが、これは科全体について得られた全標本のうちの三分の一を超える数であり、チョウチンアンコウ科の中で最もよく研究された種となっている。

## 生態
1967年2月、鎌倉の海岸に打ち上げられたチョウチンアンコウが江の島水族館で8日間飼育観察された際に、誘引突起から発光液を噴出する様子が世界で初めて観察された。一回に噴出された発光液は、海水中において、魚体とほぼ同等の範囲に広がる程度の量であったという。また、その発光は、海水中に噴出された後には徐々に弱まり、ついには消光したと報じられている。発光液の放出には、獲物を捕食する際に相手の目を眩ますなどの効果があるのではないかと推定されている。
上記の鎌倉産の個体の死後、その主発光器内部から得た組織を分離源として行われた培養試験において、発光バクテリアが分離・培養されていないところから、本種の発光は、自身で生産した発光物質によるものであり、発光バクテリアの共生によるものではないとみられていた。しかし、後に本種の発光は難培養性の共生ビブリオ属細菌によるものであることが明らかにされている（深海魚#共生発光を参照）。
なお、上記の個体は死後に液浸標本とされ、現在では新江ノ島水族館で展示されている。

## 形態
チョウチンアンコウは丸みを帯びた体型をしており、体表は小さないぼ状突起によって覆われる。体色は灰色ないし黒褐色で、これまでに得られた雌の体長は3.2-46.5 cmの範囲であった。背鰭・臀鰭・胸鰭の鰭条数はそれぞれ5本・4本・14-18本。
誘引突起は背鰭第一棘が変形したもので、本科の場合その長さは体長の半分程度であることが多い。誘引突起の先端には膨隆した擬餌状体（エスカ）と、そこから分岐した10本の皮弁がある。擬餌状体の形態と、体長と比較した皮弁の長さの割合が、チョウチンアンコウ科の他の仲間から本種を識別するための重要な形質となっている。太平洋を主な生息域とする H. groenlandicus (Atlantic footballfish) とは特に形態が類似しているため、小型の個体では区別が難しい。
雄は雌よりも極端に小さい矮雄（わいゆう）である。チョウチンアンコウ科に属する種の雄は形態学的な特徴に乏しく、これまでに本種の雄として確実に同定された個体は記録されていない。これらの雄個体群はいくつかのグループとして分類されており、本種は「H. brevirostris Group」に含まれるとみられている。